# Заболотье (Варашский район)
Заболотье (укр. Заболоття) — село в Варашской городской общине Варашского района Ровненской области Украины.
Население по переписи 2001 года составляло 1126 человек. Почтовый индекс — 34372. Телефонный код — 3634. Код КОАТУУ — 5620884201.